# Lakiloko Keakea
Lakiloko Keakea (1948, Nui) est une artiste tuvalaise, spécialisée dans les arts textiles et en particulier le crochet.
Elle est reconnue comme une artiste emblématique de l'art du Tuvalu. Son travail fait partie des collections du musée d'Art d'Auckland et en 2018, elle a fait l'objet d'une exposition à la galerie Objectspace (en) d'Auckland.
En 2017, elle reçoit le Pacific Heritage Art Award lors des Arts Pasifika Awards (en).